# Gospodari ništavila
Gospodari ništavila je epizoda stripa Dilana Doga objavljena u Srbiji u svesci 204 u izdanju Veselog četvrtka. Na kioscima se pojavila 28. septembra 2023. Koštala je 350 dinara (2,9 €; 3,3 $). Imala je 94 strane.

## Originalna epizoda
Originalna epizoda pod nazivom I padroni del nulla objavljena je premijerno u 413. broju regularne edicije Dilana Doga u Italiji u izdanju Bonelija. Izašla je 30. januara 2021. Koštala je 4,9 €. Scenario i crtež epizode uradio je Karlo Ambrozini. Naslovnu stranu je nacrtao Điđi Kavenago.

## Prethodna i naredna epizoda
Prethodna sveska regularne edicije nosila je naslov Loša berba (203), a naredna Nevine igre (205).